# 布目ダム
布目ダム（ぬのめダム）は、奈良県奈良市北野山町地先、笠置山付近で木津川に合流する淀川水系木津川左支布目川に位置するダムである。木津川上流ダム群の1つ。

## 沿革
1967年（昭和42年）に「淀川水系改訂基本計画」が完了し、これに基づき建設された天ヶ瀬ダム（淀川）や高山ダム（名張川）は関西圏への利水と淀川流域の治水に大きな役割を果たしていた。又1962年（昭和37年）には淀川水系が「水資源開発促進法」に拠る開発水系に指定され、「淀川水系水資源開発基本計画」（フルプラン）の下青蓮寺ダム（青蓮寺川）や室生ダム（宇陀川）が建設され、増え続ける水需要に応えていた。しかし尚も青天井の勢いで増え続ける関西圏の人口は、水需要のみならず従来家屋が存在しなかった地域への宅地造成という形となり、治水上の問題を新たに招いた。
1971年（昭和46年）、淀川水系の新たなる治水対策方針を打ち出すべく「淀川水系工事実施基本計画」が建設省（現・国土交通省近畿地方整備局）によって策定された。この中で日吉ダム（桂川）・比奈知ダム（名張川）・淀川大堰（淀川）が新たに計画されたが翌1972年（昭和47年）にフルプランの改訂も為され、これらのダム事業は水資源開発公団（現・水資源機構）へ移管された。これら事業計画の中で新規に計画された施設の中に布目ダムがあり、笠置山付近で木津川に合流する布目川に建設されることとなった。

## 木津川流域第5のダム
木津川流域では高山・青蓮寺・室生・比奈知ダムに続き5番目に計画されたダムで、1975年（昭和50年）より実施計画調査が行われた。ダム建設に伴い48戸の住居と36haの農地が水没することになり、当初からダム建設に対して住民は反対の意思を固め、補償交渉は難儀な状況となっていた。1980年（昭和55年）には水源地域対策特別措置法の適用を受け、住民に対しては様々な移転援助や生活再建策、地域振興策を提示し粘り強い交渉を行った。補償交渉妥結後本体工事に入り、計画発表から16年後の1991年（平成3年）完成に漕ぎ着けた。尚、計画発表は比奈知ダムより3年遅れであったが、完成は比奈知ダムよりも7年早い完成であった。
ダムの型式は重力式コンクリートダムであるが、右岸部には貯水位維持のために脇ダムが建設されておりその型式はロックフィルダムである。但し連結しては居ないのでコンバインダムではない。高さは72.0m。布目川～木津川～淀川各沿岸の洪水調節と流域の慣行水利権分の農業用水を補給する不特定利水、奈良市への上水道供給を目的とした多目的ダムである。

## 布目湖
ダムによってできた「布目湖」は関西地方におけるブラックバスやヘラブナ、ワカサギの釣り場として有名である。また、湖岸道路は適度なアップダウンやカーブがあることから、自転車競技やマラソンの練習に最適。さらに毎年12月の第2週日曜日には、「やまぞえ布目ダムマラソン大会」が開催されている（種目：15Km・3Km・駅伝）。
加えて1999年（平成11年）からは日本における世界的な自転車ロードレースであるツアー・オブ・ジャパンにおいて、東大寺大仏殿をスタートして、布目ダムをゴール地点とする奈良ステージのコースとしても使われている。ダム付近にはこの他後醍醐天皇が元弘の変で潜幸した笠置山や月ヶ瀬梅林、更に柳生宗厳・柳生宗矩父子の本拠地で剣豪の里として名高い柳生も近い。
また、ツアー・オブ・ジャパン 奈良ステージ プレイベントとして布目湖畔サイクルフェスタも毎年実施されており、家族連れを中心としたサイクリング大会が開催されている。
ダムへのアクセスは3つある。
1. 国道163号より主要府県道4号をJR関西本線・笠置駅方面へ曲がり笠置山を越え、柳生中心部の交差点（国道369号と交わる）を伊賀市（伊賀上野）方面へ左折、布目川沿いを上流へ遡る。
2. 阪奈道路より国道369号に入り、柳生中心部の交差点を直進。後は上記と同じ。
3. 国道25号（名阪国道）・山添インターチェンジ下車後に、主要県道80号を山添村立山添中学校方面へ左折し直進。その後布目湖を渡る橋を越えすぐ右折し布目湖沿いを北上する。

公共交通機関ではJR関西本線・笠置駅またはJR大和路線・奈良駅、近鉄奈良線・近鉄奈良駅となる。
なお、奈良県道25号線のうち当ダム周辺（奈良市邑地町80番地先交差点～山添村大字桐山505番地先（釜淵橋西側）交差点間）は終日、二輪車（原付含む）通行禁止となっているためバイクで来訪の際は注意されたい。